# Уводна формула
Следеће формуле су се користиле или се користе као уводне формуле за судске одлуке, посебно пресуде:

## Србија
- Према Уставу Републике Србије из 2006. године судске одлуке у Републици Србији доносе се у име народа према члану 145. став 1. Устава Републике Србије.

## Друге државе

### У име народа
- Бугарска: В името на народа (У име народа [1])
- Грчка: Στο όνομα του Eλληνικού Λαού (Сто онома тоу Елиникоу Лаоу, У име грчког народа, 26. члан устава)
- Италија: In nome del popolo (У име народа, 101. члан устава)
- Португалија: Em nome do povo (У име народа, 202. члан устава)
- Турска: Türk Milleti adına (У име турског народа, 9. члан устава)
- Француска: Au nom du peuple français (У име француског народа)

### У име републике
- Естонија: Eesti Vabariigi nimel (У име Републике Естоније, §434. параграф устава TsMS)
- Литванија: Lietuvos Respublikos vardu (У име Републике Литваније, члан 109. устава)
- Пољска: W imieniu Rzeczypospolitej Polskiej (У име Републике Пољске, 174. члан устава)
- Словачка V mene Slovenskej republiky (У име Словачке републике , 142. члан устава)
- Хрватска: U ime Republike Hrvatske (У име Републике Хрватске, 120. члан устава)
- Чешка: Jménem republiky (У име Републике, 81. члан устава)

### У име закона
- Румунија: În numele legii (У име закона, 124. члан устава Архивирано на веб-сајту  (10. октобар 2009))

### У име монарха
- Белгија: Au nom du Roi / In naam des Konings (У име краља, 40. члан устава)
- Ватикан: A nome del Sommo Pontefice (У име Врховног Свештеника, 15. члан Основног закона); исто и: In nome di Sua Santità (У име Врховног Свештеника)
- Луксембург: Au nom du Grand-Duc (У име надвојводе, 49. члан устава)
- Холандија: In naam van de Koning (У име краља, 430. члан устава Rv)
- Шпанија: En nombre del Rey (У име краља, 117. члан устава)

### У име Бога
- Света столица: In nomine Domini (У име Господа)